# امید عابد

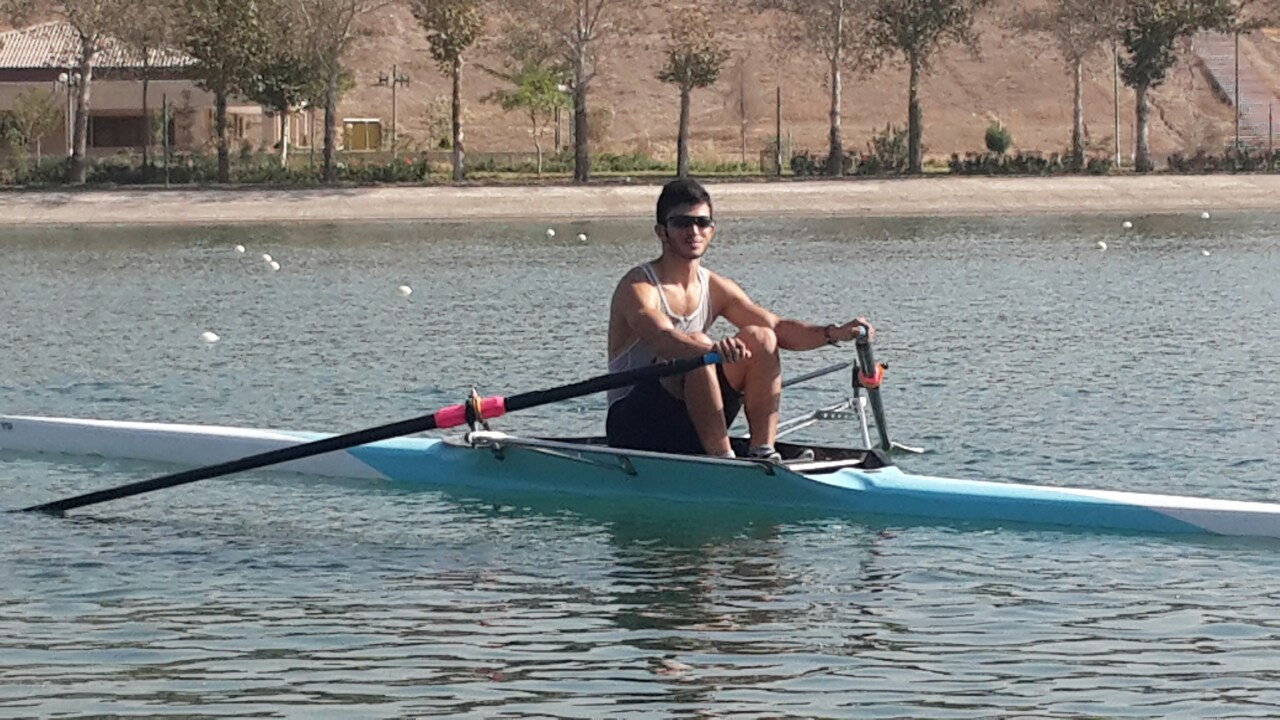
امید عابد. محل: دریاچه آزادی

امید عابد متولد ۱۴ سپتامبر ۱۹۹۴ و عضو تیم ملی روئینگ جمهوری اسلامی ایران می‌باشد.
وی در حال حاضر دانشجوی کارشناسی ارشد مهندسی برق گرایش مخابرات دانشگاه تهران می باشد.

## مقامها و نشان‌ها
در مسابقات قهرمانی جوانان آسیا موفق به کسب مدال برنز در رشته تک نفره و مدال نقره در رشته چهار نفره جفت پارو گردید.